# Liste der denkmalgeschützten Objekte in Ertl
Die Liste der denkmalgeschützten Objekte in Ertl enthält die denkmalgeschützten, unbeweglichen Objekte der Gemeinde Ertl im niederösterreichischen Bezirk Amstetten.

## Denkmäler
| Foto  |                 | Denkmal                                                              | Standort                         | Beschreibung | Metadaten |
| ----- | --------------- | -------------------------------------------------------------------- | -------------------------------- | --- | --- |
| ja BW | Datei hochladen | Archäologie, Hausberg Hauserkogel HERIS-ID: 112199 Objekt-ID: 130271 | Hauserkogel Standort KG: Ertl    | Ein großflächiges Wald- und Wiesengrundstück. Es handelt sich um eine zweiteilige Anlage, die urkundlich 1220 und 1306 aufscheint und über den Resten einer Höhensiedlung der ausgehenden Jungsteinzeit errichtet wurde.               | BDA-Hist.: Q37829456 Status: Bescheid Stand der BDA-Liste: 2025-06-30 Name: Archäologie, Hausberg Hauserkogel GstNr.: 1871, 1872, 1897, 1898, 1918 |
| ja    | Datei hochladen | Kath. Pfarrkirche Hl. Familie HERIS-ID: 31110 Objekt-ID: 28038       | Kirchenplatz 3 Standort KG: Ertl | Eine neugotische Saalkirche, die von 1901 bis 1914 vom Maurer- und Zimmermeister Franz Pichlwanger errichtet wurde. Die neugotischen Altäre hat Ludwig Linzinger angefertigt und stammen ebenfalls aus der Zeit der Kirchenerrichtung. | BDA-Hist.: Q37940322 Status: § 2a Stand der BDA-Liste: 2025-06-30 Name: Kath. Pfarrkirche Hl. Familie GstNr.: 435 Pfarrkirche Ertl                 |